# Carlos Amarante
Carlos Luís Ferreira da Cruz Amarante (Braga, 29 octobre 1748 - Porto, 22 janvier 1815) était un ingénieur et architecte portugais.
Carlos Amarante était le fils de Manuel Ferreira da Cruz Amarante, un musicien de chambre de l'archevêque de Braga, Dom José de Bragance (1739-1756), et de Rosa Maria Josefa de Almeida.

## Biographie
Il a commencé à entrer au séminaire à 17 ans. Son manque de vocation lui fait abandonner la carrière ecclésiastique et l'arrête pour se marier, en 1771, avec Clara Louise Xavier.
En 1773, il est nommé inspecteur des travaux publics de Braga. Il est nommé gardien de la chambre de l'archevêque Dom Gaspar de Bragança. Cette position va lui permettre de se former en autodidacte en consultant les traités de la bibliothèque de l'archevêché.
Il est diplômé en architecture de l'ingénierie, ce qui lui a permis de réaliser des travaux notables. Il a réalisé ses premiers ouvrages à Braga.
Il a commencé une carrière militaire à 45 ans. Il est charge en 1799 de la direction des travaux de construction des routes et des ponts du royaume. En 1801, il est capitaine du corps royal des ingénieurs et a été désigné par Francisco de Almada e Mendonça pour diriger la transformation de Porto. Il s'y est installé en 1802. Il propose un projet de pont de pierre mais c'est le projet de pont de barques qui est choisi en 1806 pour franchir le Douro. En 1812, il a quitté le corps des ingénieurs.
Il a ensuite réalisé plusieurs édifices dans le style néoclassique à Porto.
Il est enterré dans l'église de la Trinité, à Porto.

## Principaux ouvrages de Carlos Amarante
- Sanctuaire du Bon Jésus du Mont, Braga ;
- Église Nossa Senhora do Pópulo, à Braga ;
- Chœur de l'église Saint-Vincent de Braga;
- Église de l'hôpital ou église Saint-Marc, de Braga ;
- Pont de São Gonçalo, sur la Tamega à Amarante ;
- Pont de barques sur le Douro à Porto ;
- Rectorat de l'Université de Porto ;
- Église de la Trinité, à Porto[1] ;
- La restauration des murs de la place-forte de Praça de Valença do Minho[2] ;
- Palais de Brejoeira, à  Monção[3].

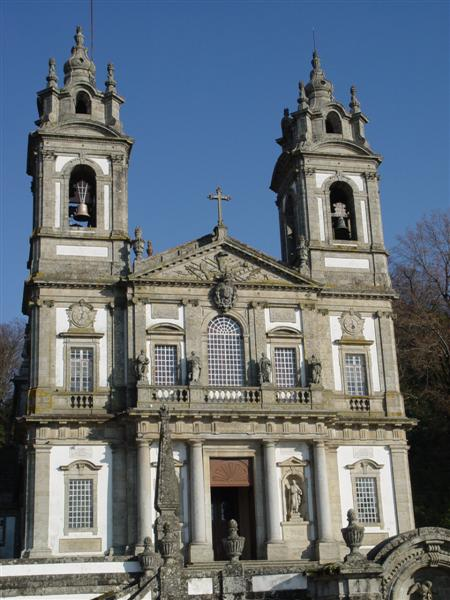
Église du sanctuaire du Bom Jesus
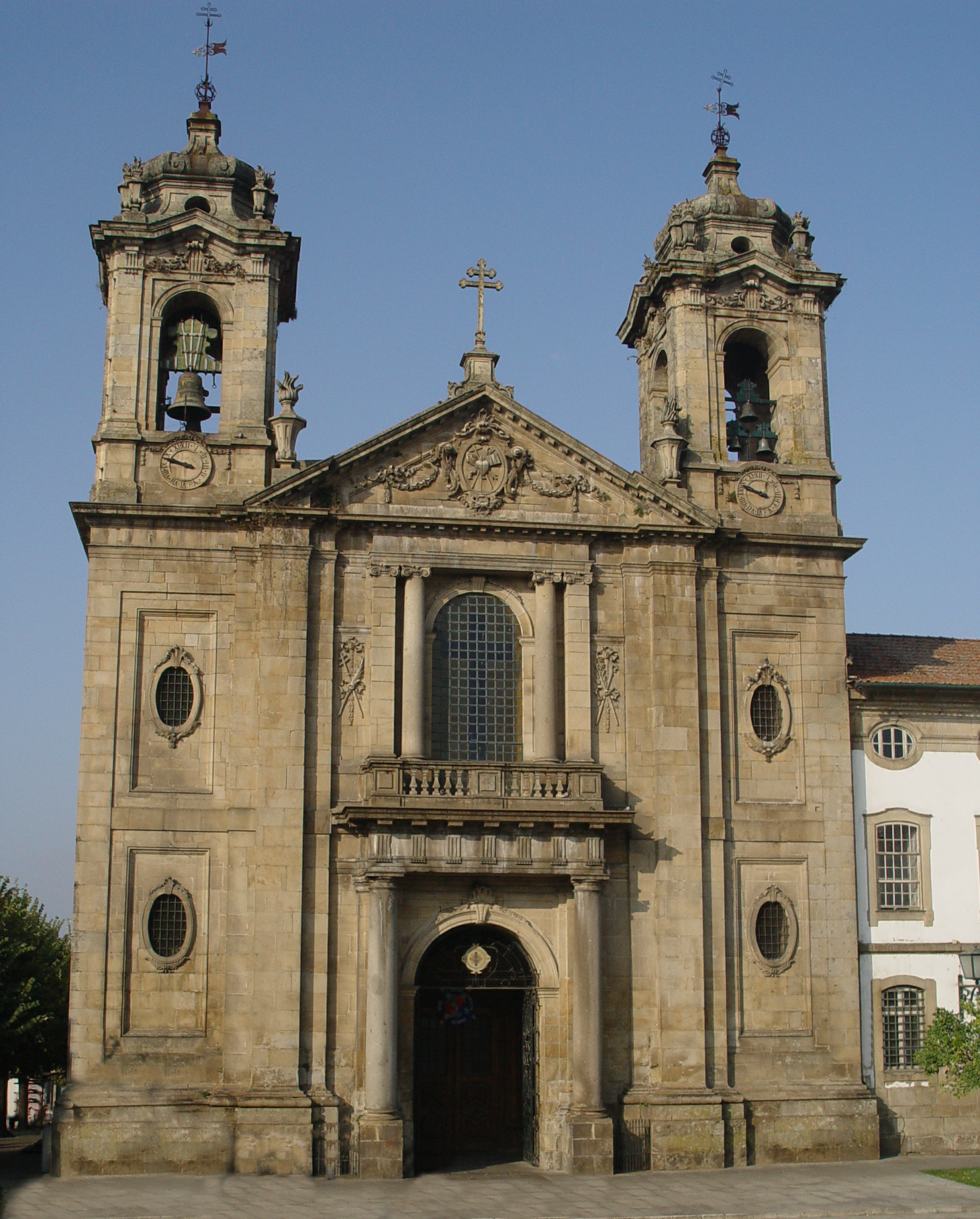
Église de Pópulo
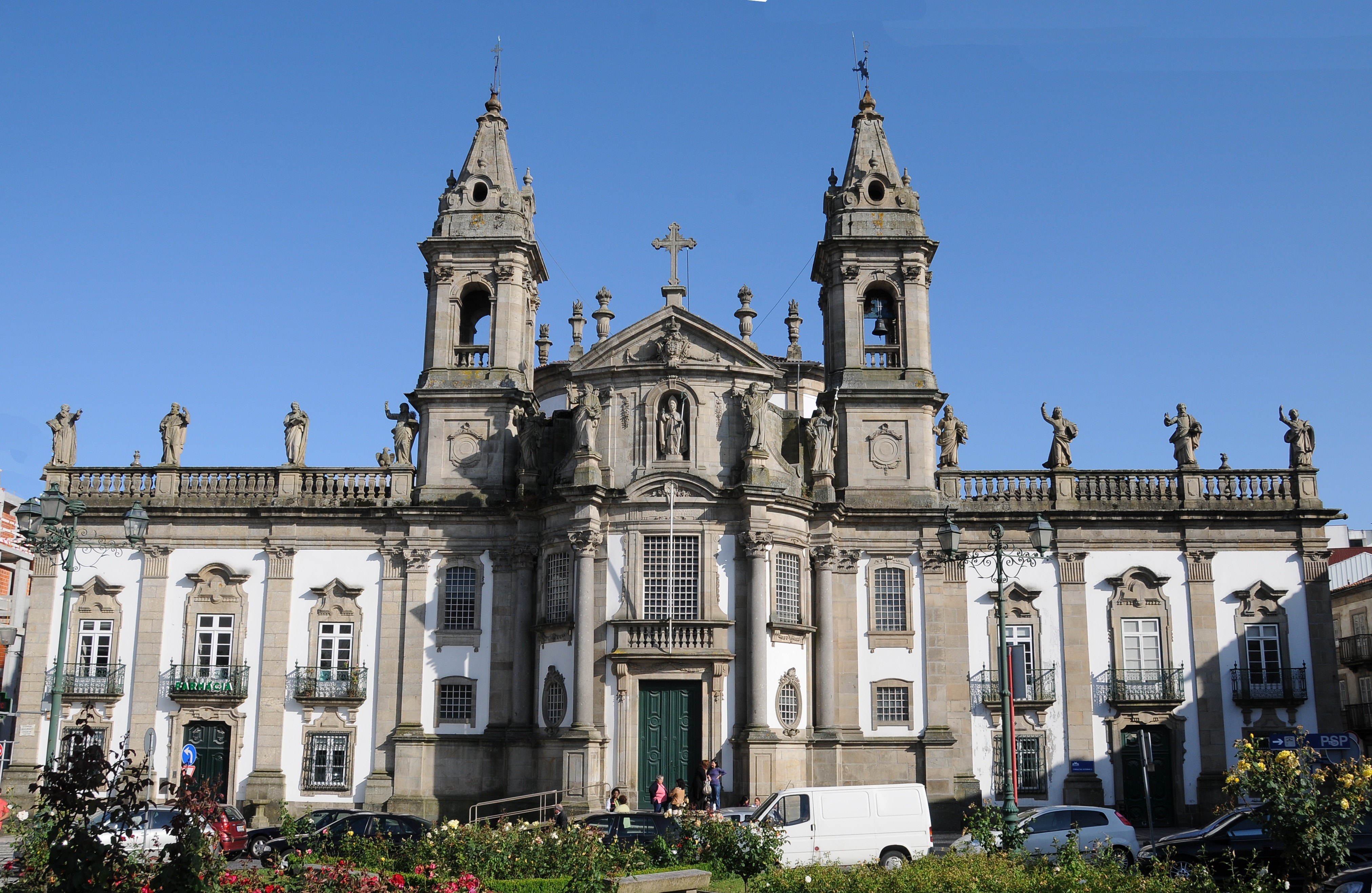
Église de l'hôpital
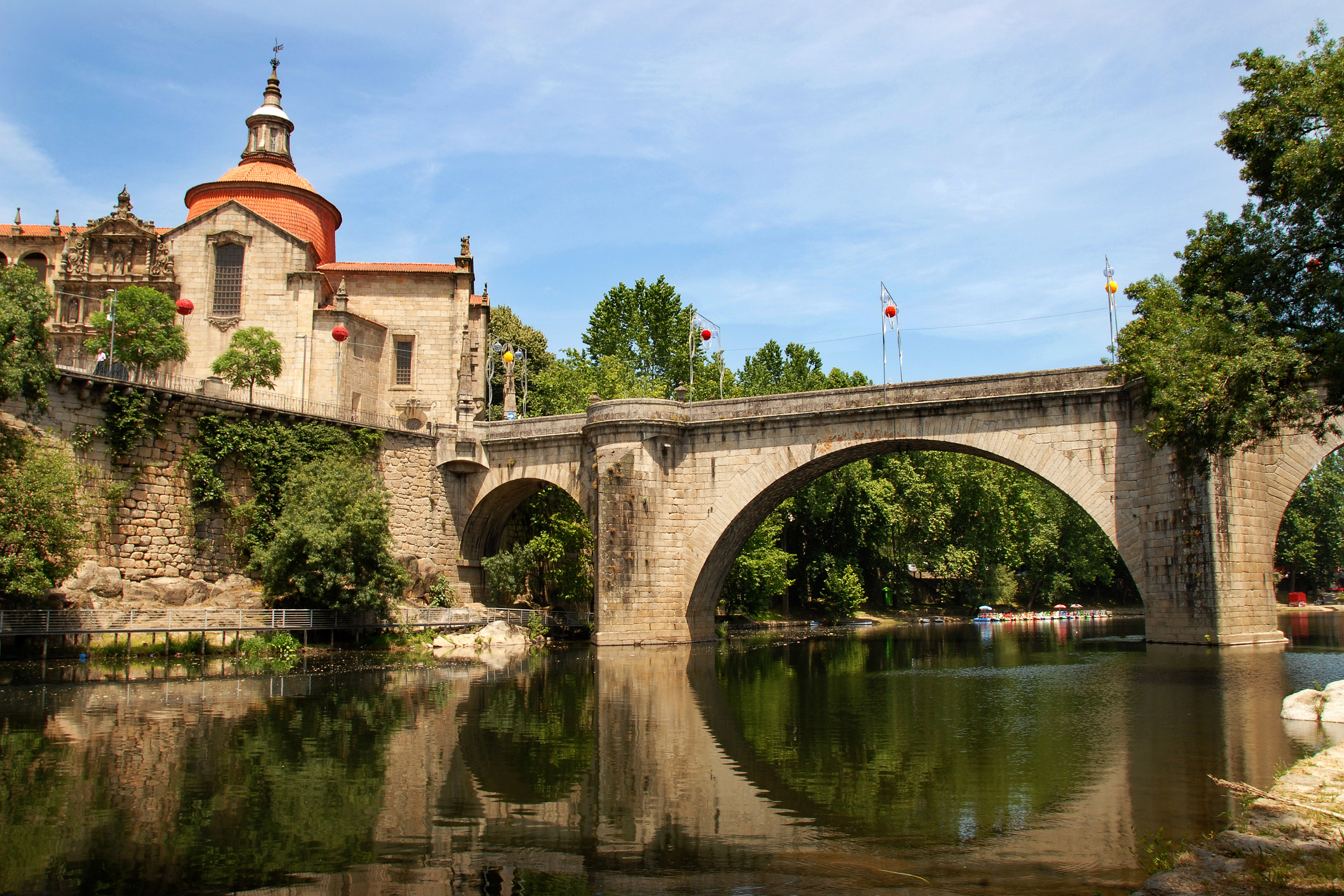
Pont de São Gonçalo
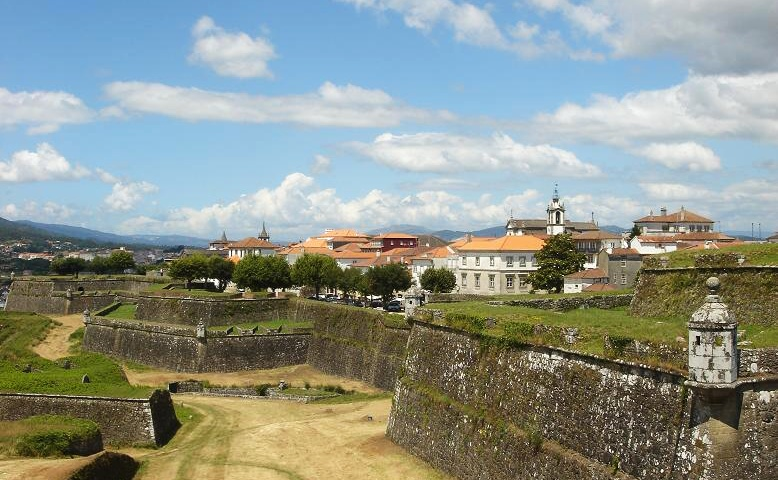
Murs de la place-forte de Valença do Minho